# Birrana bulburin
Genre
Espèce
Birrana bulburin, unique représentant du genre Birrana, est une espèce d'araignées aranéomorphes de la famille des Zoropsidae.

## Distribution
Cette espèce est endémique du Queensland en Australie. Elle se rencontre dans la forêt d'État de Bulburin.

## Description
La carapace du mâle holotype mesure 3,48 mm de long sur 2,80 mm de large, son abdomen mesure 2,68 mm de long sur 2,40 mm de large. La carapace de la femelle paratype mesure 4,00 mm de long sur 3,20 mm de large, son abdomen mesure 4,40 mm de long sur 3,68 mm de large.

## Étymologie
Son nom d'espèce lui a été donné en référence au lieu de sa découverte, la forêt d'État de Bulburin.

## Publication originale
- Raven & Stumkat, 2005 : Revisions of Australian ground-hunting spiders: II. Zoropsidae (Lycosoidea: Araneae). Memoirs of the Queensland Museum, vol. 50, p. 347-423 (texte intégral).